# Godzilla Unleashed: Double Smash
Godzilla Unleashed: Double Smash is een computerspel voor de Nintendo DS, gebaseerd op het Godzilla-franchise. Het is de Nintendo-versie van Godzilla: Unleashed.

## Monsters

### Bespeelbaar
- Godzilla (Heisei/Millennium hybrid)
- Gigan (Showa)
- Megalon
- Mothra (Heisei)
- Battra
- Anguirus (Showa)
- King Ghidorah (Heisei)
- Fire Rodan (Heisei)
- Destoroyah
- Krystalak

### Eindbazen
- Biollante
- SpaceGodzilla
- Ebirah
- Hedorah (Showa)
- Manda (Millennium)
- Baragon (Millennium)
- Mechagodzilla (Heisei/Millennium hybrid)
- Moguera (Heisei)
- Jet Jaguar
- Gotengo (Atragon)
- Titanosaurus
- Orga
- Mecha-King Ghidorah
- Megaguirus
- The Sphinx

## Gameplay
De Nintendo DS versie van Unleashed bevat een gameplay gelijk aan een side-scroller. De gameplay is vergelijkbaar met die van Godzilla: Monster of Monsters. Hoewel de grafische beelden 3D lijken, heeft het spel een 2D gameplay.

## Ontvangst
Het spel werd met matige reacties ontvangen. Veel spelers gaven het een slechte review.